# Painted ladies

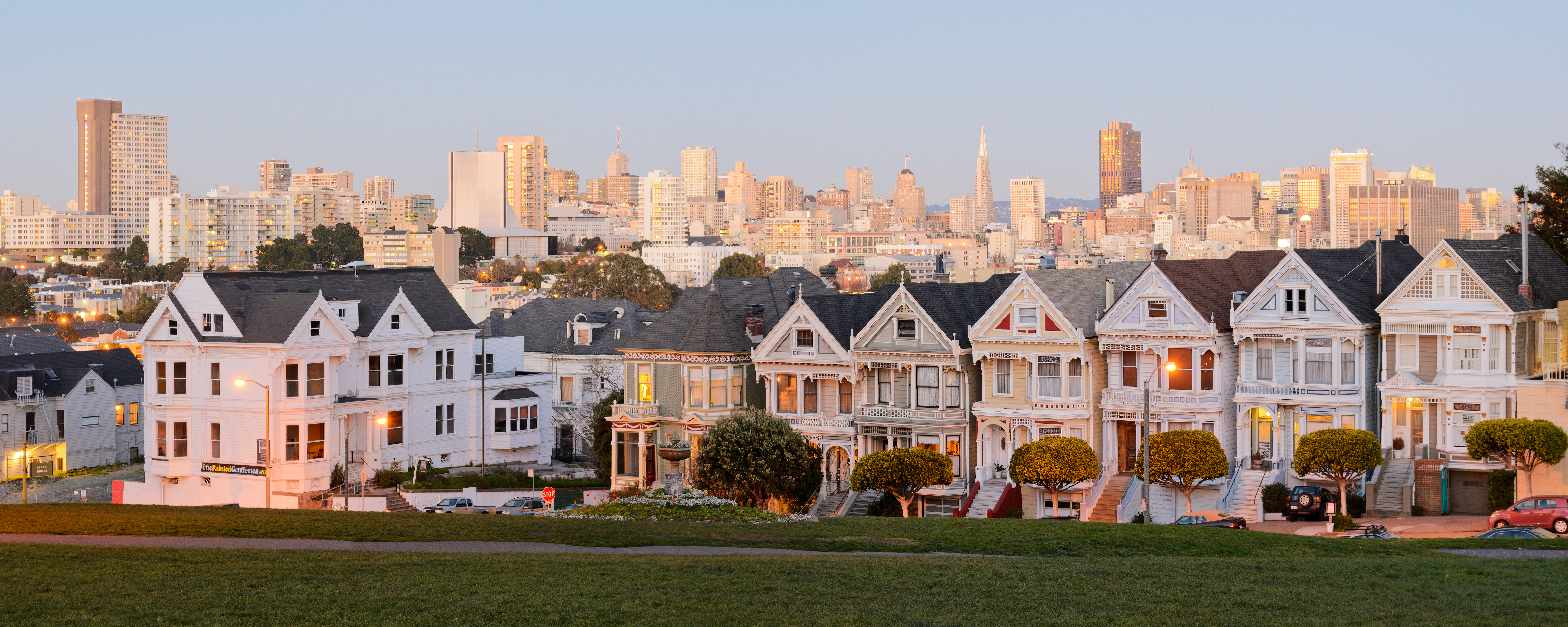
"Painted Ladies" perto de Alamo Square, São Francisco, Califórnia

Na arquitetura americana, as ''Painted ladies'' (Senhoras pintadas em português) são casas e edifícios vitorianos e eduardianos repintados, a partir da década de 1960, em três ou mais cores que embelezam ou realçam os seus pormenores arquitetónicos. O termo foi usado pela primeira vez para as casas vitorianas de São Francisco pelos escritores Elizabeth Pomada e Michael Larsen no seu livro de 1978 Painted Ladies: San Francisco's Resplendent Victorians. Embora a decoração policromada fosse comum na era vitoriana, as cores usadas nestas casas não se baseiam em precedentes históricos.
Desde então, o termo também tem sido usado para descrever grupos de casas vitorianas pintadas de cores vivas noutras cidades americanas, como o bairro de Charles Village em Baltimore, Lafayette Square em St. Louis, as áreas da grande São Francisco e de Nova Orleães em geral, Columbia-Tusculum em Cincinnati, Old West End em Toledo em Ohio, os bairros de McKnight e Forest Park em Springfield em Massachusetts e a cidade de Cape May em Nova Jérsia. Existem também a nível internacional, por exemplo, na capital da Nova Zelândia, Wellington.

## Painted ladies de São Francisco

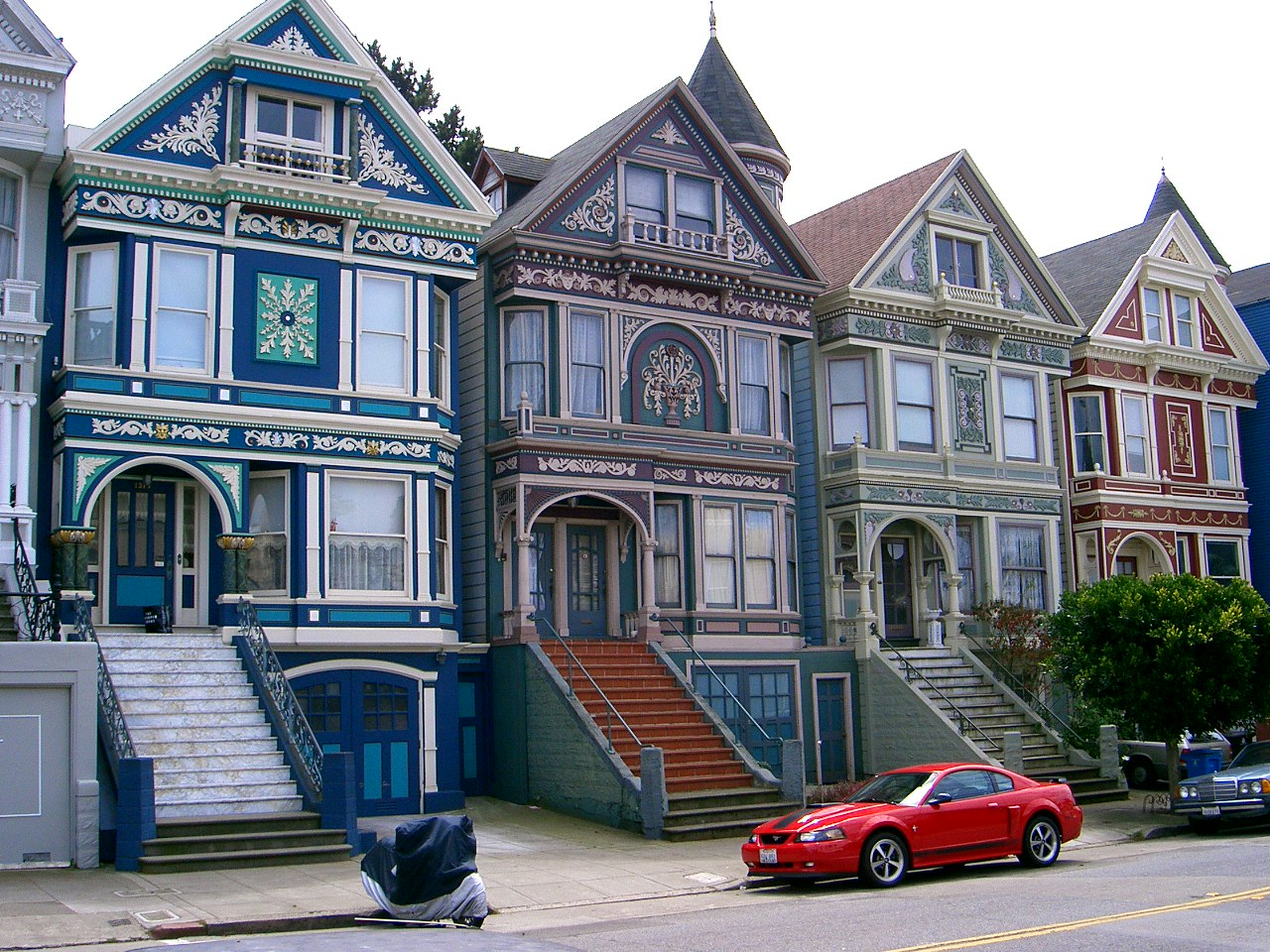
Casas vitorianas no bairro de Haight-Ashbury, em São Francisco, Califórnia.

Entre 1849 e 1915 foram construídas em São Francisco cerca de 48.000 casas nos estilos vitoriano e eduardiano (tendo a mudança de vitoriano para eduardiano ocorrido com a morte da Rainha Vitória em 1901). Muias eram pintadas com cores vivas. Como um crítico de jornal observou em 1885, "... vermelho, amarelo, chocolate, laranja, tudo o que é berrante está na moda... se os andares superiores não são vermelhos ou azuis... são pintados em painéis inculto de amarelo e castanho...". Enquanto muitas das mansões de Nob Hill foram destruídas pelo terramoto de 1906 em São Francisco, milhares de casas modestas produzidas em massa sobreviveram nos bairros do oeste e do sul da cidade.

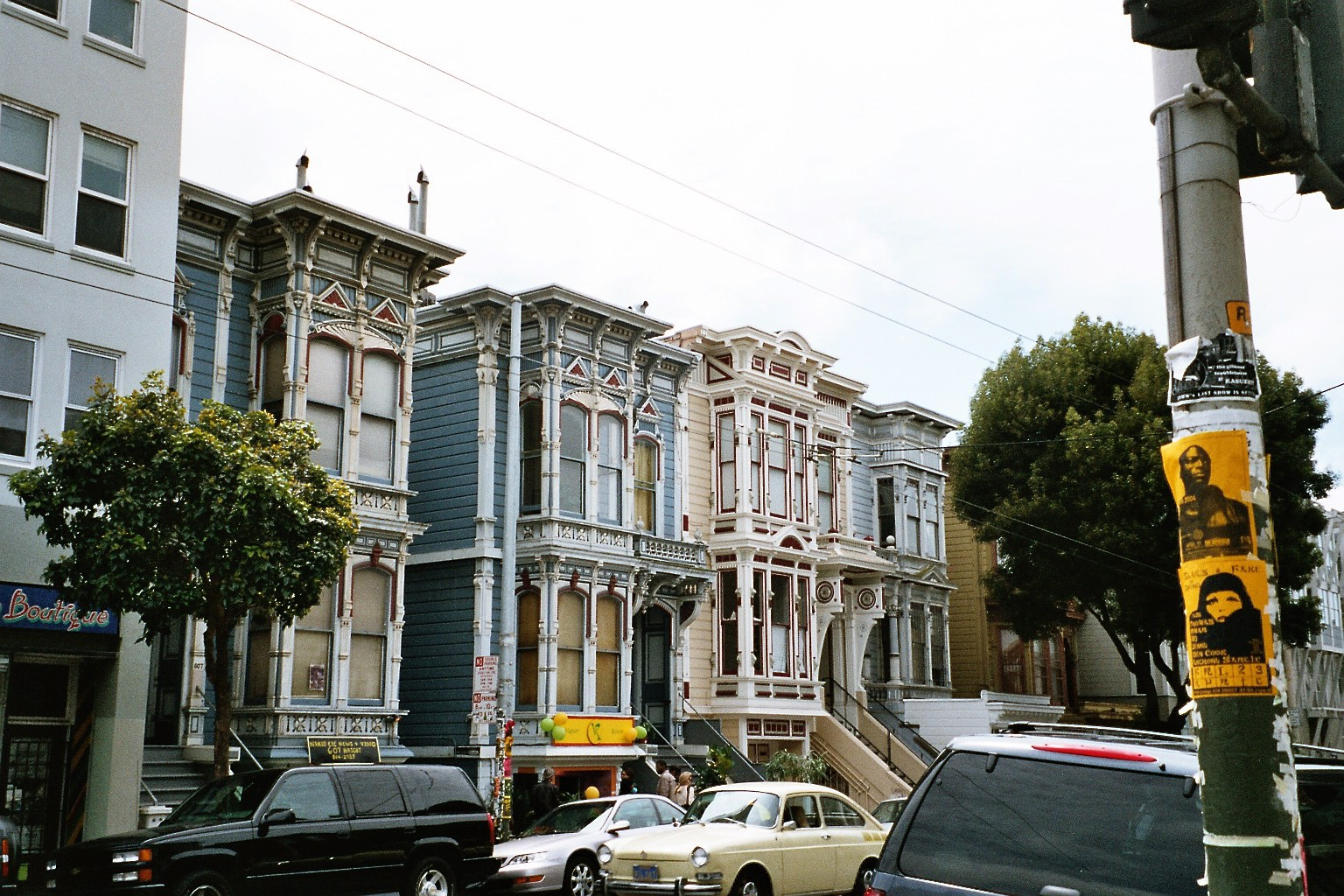
Senhoras Pintadas em Lower Haight, São Francisco, Califórnia

Durante a Primeira e a Segunda Guerra Mundial, muitas destas casas foram pintadas de cinzento-navio com tinta excedente da Marinha. Outras dezasseis mil foram demolidas. Muitas outras tiveram a decoração vitoriana removida ou coberta com lona, tijolo, estuque ou revestimento de alumínio.

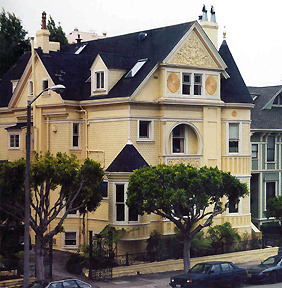
The CA Belden House, uma Queen Anne na secção Pacific Heights de São Francisco, na Gough Street, entre as ruas Clay e Washington. A casa está no Registro Nacional de Locais Históricos.

Em 1963, o artista de São Francisco Butch Kardum começou a combinar azuis e verdes intensos no exterior da sua casa vitoriana de estilo italiano. A sua casa foi criticada por alguns, mas outros vizinhos começaram a copiar o seu exemplo. Kardum tornou-se designer de cores e ele e outros artistas/coristas, como Tony Canaletich, Bob Buckter e Jazon Wonders, começaram a transformar dezenas de casas cinzentas em Painted Ladies. Na década de 1970, o movimento colorista, como era chamado, havia mudado ruas e bairros inteiros. O processo continua até hoje.
Um dos grupos mais conhecidos de "Painted Ladies" é a fila de casas vitorianas na Steiner Street, 710-720, em frente ao parque Alamo Square. É por vezes conhecida como "Postcard Row" e são também conhecidas como as ''Sete Irmãs''. As casas foram construídas entre 1892 e 1896 pelo promotor Matthew Kavanaugh, que vivia ao lado na mansão de 1892 no número 722 da Steiner Street. Este quarteirão aparece muito frequentemente em fotografias da cidade e das suas atracções turísticas nos meios de comunicação social e no mercado de massas, tendo aparecido em cerca de 70 filmes, programas de televisão e anúncios, incluindo nos créditos de abertura da série televisiva Full House e da sua sequela Fuller House. A casa no número 714 da Steiner (a cor-de-rosa) foi vendida por 3,5 milhões de dólares em 2020 e está novamente à venda em 2022.